# Назаров, Дильшод Джамолиддинович
Дильшо́д Чамолидди́нович (Джамолидди́нович) Наза́ров (тадж. Дилшод Ҷамолиддинович Назаров; род. 6 мая 1982 года, Душанбе, Таджикская ССР, СССР) — таджикистанский метатель молота, олимпийский чемпион 2016 года, вице-чемпион мира 2015 года, победитель Азиатских игр 2006, 2010 и 2014 годов, пятикратный чемпион Азии (2009, 2013, 2015, 2017, 2019), чемпион Азии среди юниоров 1999 и 2001 годов. Первый и единственный олимпийский чемпион в истории Таджикистана.
Заместитель председателя Комитета по делам молодежи, спорта и туризма Таджикистана и президент Федерации лёгкой атлетики Республики Таджикистан.

## Карьера
Впервые выступил на международных соревнованиях в 1997 году на Западноазиатских играх, на которых завоевал бронзовую медаль. Выступал на чемпионате мира среди юниоров 1998 года, где не смог выйти в финал. Выступал на Олимпийских играх 2004 года, где не смог сделать ни одной удачной попытки. На Олимпиаде 2008 года в Пекине занял 11-е место, на Олимпиаде 2012 года в Лондоне — 10-е место. Чемпион Азии 2009 и 2013 годов. Занял 5-е место на чемпионате мира 2013 года в Москве.
8 июля 2014 года занял 3-е место на соревнованиях István Gyulai Memorial — 80,24 м. 16 июля стал победителем Karlstad Grand Prix, показав результат 79,62 м.
2015 год для Дильшода был успешным. Он взял второе место на чемпионате мира в Пекине (КНР). Таким образом он стал первым таджикским атлетом, который выиграл путевку на Олимпиаду 2016 года в Рио.

## Награды
- Орден «Шараф» II степени (2015)[2]
- Орден «Шараф» I степени (2016)